# تهيجس ديكر
تهيجس ديكر (31 يناير 1997 في هولندا - ) (بالهولندية: Thijs Dekker)‏ هو لاعب كرة قدم هولندي في مركز الوسط. لعب مع غو أهد إيغلز.

## وصلات خارجية
- تهيجس ديكر على موقع قاعدة بيانات كرة القدم.إي يو (الإنجليزية)
- تهيجس ديكر على موقع Soccerway.com (الإنجليزية)
- تهيجس ديكر على موقع عالم كرة القدم.نت (الإنجليزية)